# Общеславянский лингвистический атлас
Общеславя́нский лингвисти́ческий а́тлас (ОЛА) — международный исследовательский проект по исследованию и лингвистическому картографированию фонетических, лексических и грамматических черт всех славянских языков. Атлас покрывает территорию всех славянских стран. Объём сетки — около 850 населённых пунктов. Это один из крупнейших международных исследовательских проектов в истории диалектологии и лингвистической географии как по величине обследуемой территории, так и по количеству привлекаемых славянских языков.
Диалектные материалы для ОЛА были собраны в основном с 1965-го по 1975-й годы. Впервые в истории славянского языкознания по единой программе и по единой транскрипции были исследованы все славянские языки и диалекты на огромной территории, занимаемой ими в Европе (в России картой ОЛА охвачена только европейская его часть). С 1965 г. издаётся сборник «Общеславянский лингвистический атлас. Материалы и исследования». К 2011 году было издано 27 сборников статей, в которых освещаются вопросы теории и практики картографирования Атласа, исследования по славянской диалектологии и лингвистической географии.
Объектом ОЛА является группа славянских языков в их совокупности, а не отдельный язык. Это определяет качественное своеобразие Атласа, так как при таком подходе меняется объект картографирования: если национальные атласы изучают диалектные различия в пределах данного языка, имеющие национальное значение, то в ОЛА картографируются различия в пределах всей славянской группы языков, имеющие общеславянское значение.
В настоящее время в создании ОЛА принимают участие: Академия наук и искусств Боснии и Герцеговины, Болгарская академия наук, Академия наук Чешской республики, Македонская академия наук и искусств, Научно-исследовательский центр Словенской академии наук и искусств, Национальная академия наук Беларуси, Национальная академия наук Украины, Польская академия наук, Российская академия наук, Сербская академия наук и искусств, Сербский институт (Баутцен / Будишин, Германия), Словацкая академия наук, Черногорская академия наук и искусств, а также Хорватская академия наук и искусств.